# Delia uniseriata
Delia uniseriata este o specie de muște din genul Delia, familia Anthomyiidae. A fost descrisă pentru prima dată de Stein în anul 1914. Conform Catalogue of Life specia Delia uniseriata nu are subspecii cunoscute.